# Шереметя
Шереметя (болг. Шереметя) — село в Болгарии. Находится в Великотырновской области, входит в общину Велико-Тырново. Население составляет 282 человека (2022).

## Политическая ситуация
В местном кметстве Шереметя, в состав которого входит Шереметя, должность кмета (старосты) исполняет Пламен Манолов Петев (Новое время (НВ)) по результатам выборов правления кметства.
Кмет (мэр) общины Велико-Тырново — Румен Рашев (независимый) по результатам выборов в правление общины.